# L’Homme orchestre

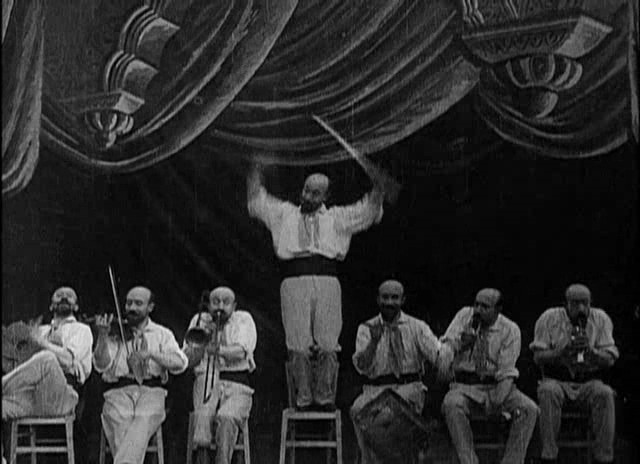
Einzelbild aus dem Film

L’Homme orchestre (deutsch Der Orchester-Mann) ist ein französischer Kurzfilm von Georges Méliès aus dem Jahr 1900. Der Film wurde in Amerika unter dem Titel The One-Man Band veröffentlicht.

## Handlung
Ein Mann setzt sich auf einen Stuhl und teilt seinen Körper in mehrere Personen auf, die zusammen eine Musikgruppe ergeben. Dabei kommen folgende Instrumente zum Einsatz:
- Gitarre
- Violine
- Trompete
- Trommel
- Paarbecken
- Posaune

Am Ende des Konzerts lässt er sämtliche Kopien von sich und den Stühlen verschwinden. Er versinkt im Boden und taucht hinter einem großen Fächer wieder auf.

## Hintergrundinformationen
Bemerkenswert an dem Film ist, dass sämtliche Rollen von Georges Méliès selbst gespielt werden. Um die Aufteilung des Musikers in mehrere Personen abzubilden, arbeitete Méliès mit der Tricktechnik der Mehrfachbelichtung.
Buster Keaton drehte 1920 mit dem Kurzfilm The Play House ein Remake.